# 托竹
托竹（学名：Pseudosasa cantori）也称鼎湖少穗竹，为禾本科矢竹属下的一个种。产广东、香港、海南，江西、福建也有分布。生于低丘山坡或水沟边。模式标本采自香港大屿山。